# Kōhei Shimizu (Fußballspieler)
Kōhei Shimizu (jap. 清水 航平, Shimizu Kōhei; * 30. April 1989 in Munakata, Präfektur Fukuoka) ist ein japanischer Fußballspieler.

## Karriere
Kōhei Shimizu erlernte das Fußballspielen in der Schulmannschaft der Tokai University Daigo High School. Seinen ersten Vertrag unterschrieb er 2008 bei Sanfrecce Hiroshima. Der Verein aus Hiroshima, einer Hafenstadt im Südwesten der japanischen Hauptinsel Honshū, spielte in der zweithöchsten Liga des Landes, der J2 League. Ende 2008 wurde er mit dem Club Zweitligameister und stieg in die erste Liga auf. 2012, 2013 und 2015 wurde er mit Sanfrecce japanischer Fußballmeister. 2013 stand er mit Sanfrecce im Finale des Kaiserpokals, das mam aber mit 0:2 gegen die Yokohama F. Marinos verlor. Im Finale des J. League Cup stand er 2014. Hier verlor man 3:2 gegen Gamba Osaka. Von August 2017 bis Juli 2018 wurde er an den Ligakonkurrenten Shimizu S-Pulse ausgeliehen. Nach Ende der Ausleihe wurde er von Shimizu fest verpflichtet. Wenig Tage nach Vertragsunterschrift wurde er an den Zweitligisten Ventforet Kofu nach Kōfu ausgeliehen. Für Kōfu absolvierte er neun Zweitligaspiele. Die Saison 2019 erfolge eine Ausleihe zu seinen ehemaligen Verein Sanfrecce Hiroshima. Nach Ende der Ausleihe wurde er 2020 wieder von Sanfrecce fest verpflichtet.

## Erfolge
Sanfrecce Hiroshima
- J2 League: 2008

- J1 League: J. League: 2012, 2013, 2015

- Kaiserpokal

Finalist: 2013
- J. League Cup

Finalist: 2014
- Supercup: 2014, 2016